# Novella del Grasso legnaiuolo
 (novembre 2019).
Si vous disposez d'ouvrages ou d'articles de référence ou si vous connaissez des sites web de qualité traitant du thème abordé ici, merci de compléter l'article en donnant les références utiles à sa vérifiabilité et en les liant à la section « Notes et références ».
La Novella del Grasso legnaiuolo, ou en français La Nouvelle du Gros menuisier, est une histoire courte d'une célèbre moquerie commandée par Filippo Brunelleschi contre un ébéniste nommé Manetto Ammanatini, appelé Il Grasso, en 1409, à Florence. La narration est parvenue aux temps modernes dans de nombreuses versions.

## L'intrigue
Les réunions d'une brillante brigade florentine ont réuni le célèbre architecte Filippo Brunelleschi et l'ébéniste Manetto, dit il grasso ; comme ce dernier n'a pas assisté à un dîner, les autres membres de la brigade, plutôt que d'être négligés par Manetto, qui était également dans un état inférieur à tous ses autres amis, ont commandé à Brunelleschi une farce très complexe. Manetto se fera faire croire qu'il est une autre personne, un certain Matteo Mannini, un fainéant qui vit dans le dos de ses proches. Avec la complicité d'un grand nombre de personnes, la moquerie parvient à faire douter la victime de sa propre identité. A la fin de l'histoire, pour éviter le ridicule, le pauvre bûcheron est contraint de partir en Hongrie avec Pippo Spano, où il aura de la chance.

## Les différentes versions
La nouvelle est considérée comme le chef-d'œuvre du genre de la novella spicciolata, typique du XVe siècle italien. Dérivant d'une véritable moquerie, il a été raconté en de nombreuses versions, dont les plus pertinentes du point de vue littéraire sont au nombre de trois :
La narration la plus répandue, appelée Vulgate, est transmise dans un grand nombre de manuscrits ; la plus riche en détails est le manuscrit du Palatin 51 conservé dans le Fondo Palatino de la Bibliothèque centrale nationale de Florence.
Le manuscrit chargé de la biographie de Brunelleschi, la plus ambitieuse du point de vue littéraire, principalement attribuée par la critique à Antonio Manetti.
Enfin, une version du manuscrit Palatino 200, également dans le Fondo Palatino de Florence, dérive d'une tradition indépendante.
En 2011, le roman a inspiré le film de Neri Parenti Amici miei - Come tutto ebbe inizio, sorte de prélude à la saga commencée avec Amici miei, un film réalisé en 1975 par Mario Monicelli

## Traduction française
- La Plaisante histoire du Gros, texte établi par Domenico De Robertis (it), traduction, introduction et notes de Yves Hersant, Paris, Les Belles Lettres, 2020.